# Bouquet Reservoir
Das Bouquet Reservoir ist ein künstlicher See im Angeles National Forest im Los Angeles County, Kalifornien, der etwa 24 Kilometer westlich von Palmdale liegt.
Er liegt auf einer Höhe von 912 Metern in den Sierra Pelona Mountains, und die Kapazität des Stausees beträgt 45.000.000 Kubikmeter. Er wird durch den Bouquet-Canyon-Damm aus dem Bouquet Creek gebildet, der ein Nebenfluss des Santa Clara Rivers ist. Der Damm wird durch Erdaufschüttung gebildet und ist 58 Meter hoch, wenn man die Höhe vom ursprünglichen Flusslauf betrachtet.
Die Talsperre wurde durch die Stadt Los Angeles gebaut und 1934 vollendet. Die offizielle Eröffnungszeremonie fand am 28. März 1934 statt. Die Sperre ist Teil des Los-Angeles-Aqueduct-Systems, aus dem sie sehr viel Wasser bekommt. Beides gehört dem Los Angeles Department of Water and Power. Das Einzugsgebiet der Talsperre ist nur 35 Quadratkilometer groß, wobei der durchschnittliche jährliche Regenfall 360 bis 510 Millimeter beträgt. Ihre Aufgabe ist es, den Wasserstand zu regulieren und Wasser zu speichern – für den Fall, dass es zu einer Unterbrechung des Flusses im Oberlauf kommt.